# Anzeige (Technik)
Die Anzeige (auch: das Anzeigeinstrument oder kurz: der Anzeiger) beschreibt in der Technik allgemein eine Vorrichtung zur optischen Signalisierung von veränderlichen Informationen (Zustände und Werte), insbesondere Messwerten. Sie unterscheiden sich dadurch von Kennzeichen, welche gleichbleibende Informationen darbieten. Im Arbeitssystem stellen Anzeigen eine Schnittstelle zwischen dem Menschen und einem technischen Prozess oder der Umwelt dar.
Eine Anzeige kann sehr unterschiedliche Bauformen aufweisen und auf unterschiedlicher technischer Umsetzung basieren. Man unterscheidet mechanische, elektromechanische und elektronische Anzeigen. Nach der Art und Aussage der Anzeige selbst kann man sie auch in binäre Anzeigen, Skalenanzeigen, Ziffernanzeigen und grafische Anzeigen unterteilen. In der Ergonomie unterscheidet die DIN EN 894-2 zwischen optischen, akustischen und taktilen Anzeigen.

## Bauformen und technische Umsetzungen

### Mechanische Anzeigen
Bei mechanischen Anzeigen wiederum werden kontinuierliche und diskrete Anzeigen unterschieden.
Beispiele für kontinuierliche mechanische Anzeigen:
- Bremsenverschleißanzeige
- Mechanische Tachometer setzen die Drehzahl einer Welle in einen dazu proportionalen Winkel eines Zeigers um.
- Eine mit einem Zeiger kombinierte Aufwickeleinrichtung für einen Faden misst, wie tief ein an dem Faden hängender Schwimmer abgesunken ist, und zeigt damit den Füllstand an, u. a. an Öltanks.
- Pegelstandanzeiger oder kurz Pegel, wie sie an vielen Flüssen zu finden sind, oder auch Wasser- bzw. Füllstandsanzeigen, z. B. an Kesseln oder Kaffeemaschinen, zeigen durch direkten Blick auf den Flüssigkeitsstand an einer Skale, oftmals über ein Schauglas, den Füllgrad bzw. den Wasserstand an.
- Flüssigkeitsthermometer
- Bimetallthermometer
- analoge mechanische Waagen (Zeiger, bewegte oder projizierte Skale)
- Abstimm-Skale zur Senderwahl an Radios

Beispiel für diskrete mechanische Anzeigen:
- Eisenbahn-Formsignale in verschiedenen Bauformen für Anweisungen wie „Fahrt“ und „Halt“
- Kennmelder an Schmelzsicherungen signalisieren einen durchgebrannten Schmelzleiter
- mechanische Schrittzähler und Kilometerzähler; allgemein: Rollenzählwerke
- Wasserzähler, Gaszähler

### Elektromechanische Anzeigen
Kontinuierliche elektromechanische Anzeigen:
- Skalenanzeigen
  - mechanischer Zeiger
    - Drehspulmesswerk
    - Dreheisenmesswerk

  - Lichtzeiger
    - Spiegelgalvanometer

  - sonstige
    - Zungenfrequenzmesser
    - elektrolytischer Betriebsstunden- oder Strommengenzähler
    - Elektrometer

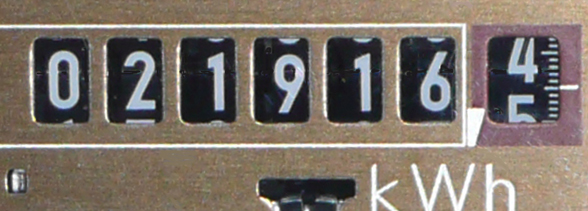
Ziffernrollenanzeige – kombiniert mit Skale an der kontinuierlich laufenden niederwertigsten Stelle

Diskrete elektromechanische Anzeigen:
- Elektromechanische Zähler mit Ziffernrollen
  - mit Ferrarismotor in Energiezählern
  - in Kilometerzählern
- Fallblattanzeigetafeln an Flughäfen und Bahnhöfen für Texte und Uhrzeiten
- Schauzeichen
- Fallklappenrelais

### Elektrische und elektronische Anzeigen

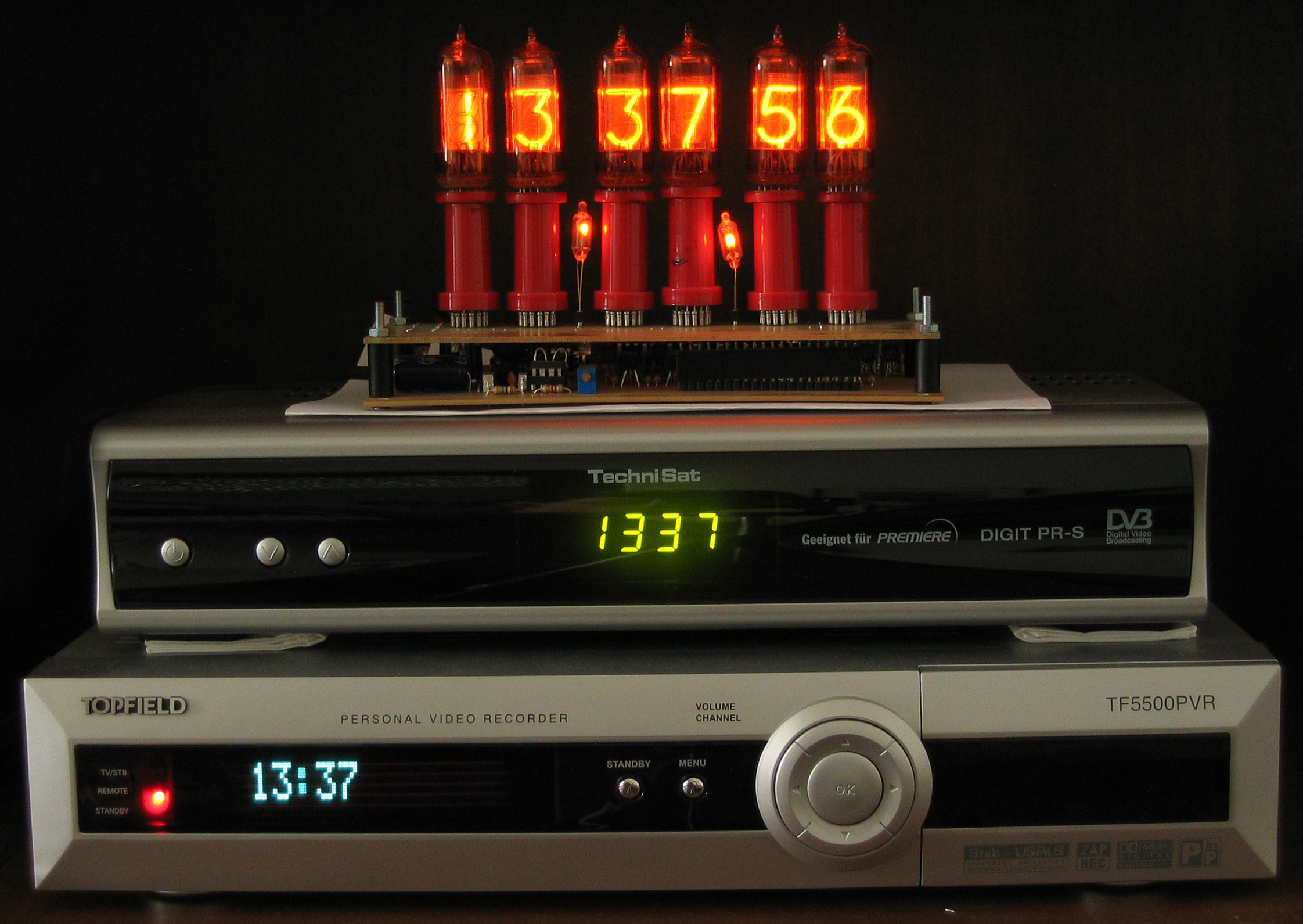
Oben: Nixie-Anzeige
Mitte: LED-Siebensegmentanzeige
Unten: Leuchtdiode, Fluoreszenzanzeige

Elektrisch angesteuerte Anzeigen ohne bewegte Teile können binäre Anzeigen, Ziffernanzeigen, aber auch analoge Anzeigen (Bargraph-Anzeige, Magisches Auge) oder Bilddarstellungen sein.
Mit dem Begriff Digitalanzeige ist meist eine Ziffernanzeige gemeint.
Technische Realisierung (Beispiele):
- Meldelampen [Leuchtmittel Glühlampe oder Leuchtdioden (LEDs), Organische Leuchtdioden (OLEDs)]
  - binär, Farbwechsel, Ziffernanzeige oder Bargraph
  - Helligkeitsvergleich oder mit unterschiedlicher Frequenz blinkend
- Flüssigkristallanzeigen (LCDs); Zeichen-, Symbol-, Ziffern- oder Bilddarstellung (Smartphones, Flachbildschirme)
- Fluoreszenzanzeigen (VFDs); Zeichen- oder Symboldarstellung, auch Bargraph-Anzeigen, Magisches Auge
- Braunsche Röhren; y-x-Darstellung bei Bildröhren, Oszilloskopen, Spektrum-Analyzern, Messempfängern, Darstellung in Polarkoordinaten in Radargeräten
- Nixie-Röhren (Ziffernanzeige)

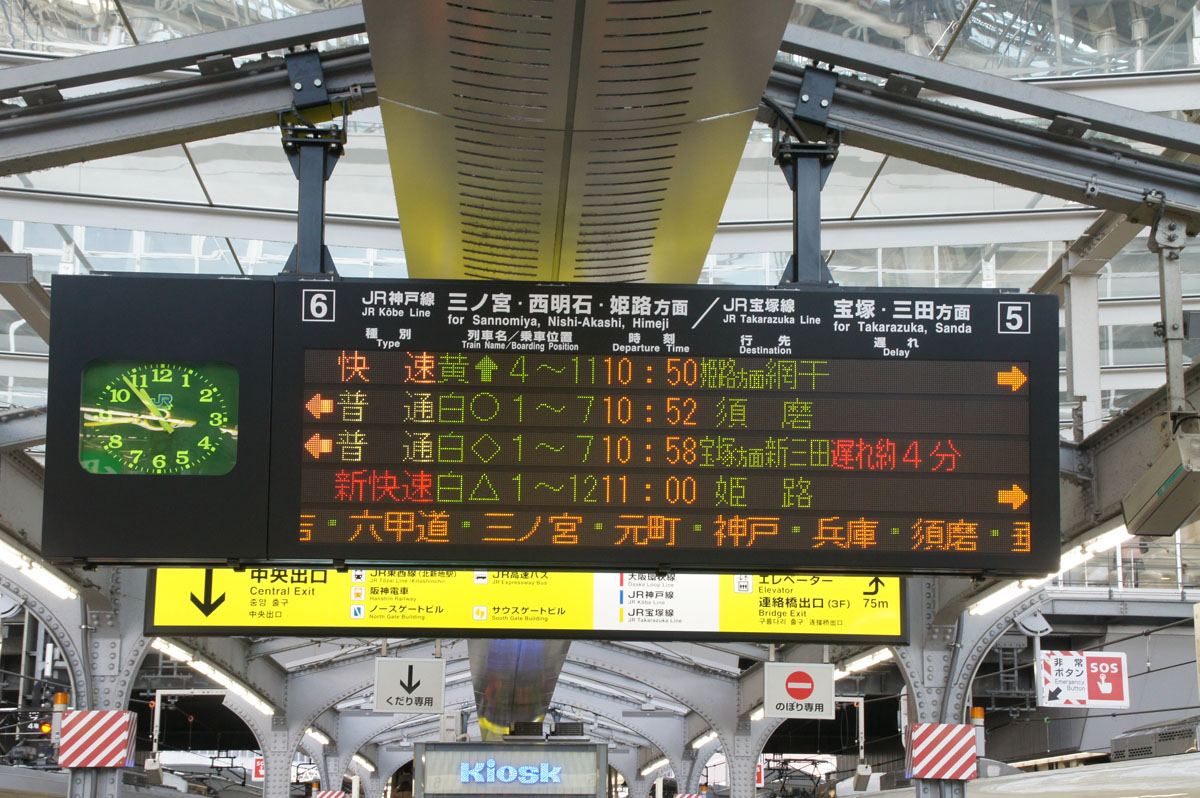
Großformatige LED-Matrixanzeige auf einem japanischen Verkehrsknotenpunkt

Übliche Ansteuerarten komplexer elektrischer oder elektromechanischer Anzeigen sind:
- vektororientierte Ansteuerung
- Raster- oder Matrixanzeige
- Segmentanzeige (Sieben-Segment-Anzeige, Vierzehn-Segment-Anzeige, binäre Symboldarstellung)

Der Bildschirm (auch Monitor, Display, Smart Display) ist ein sehr universelles Anzeigeinstrument. Als Braunsche Röhre kann er vektor- und rasterorientiert angesteuert werden.
Zunehmend kommen Flüssigkristallbildschirme zur Anwendung, die als Matrizen rasterförmig angesteuert werden.
Weit verbreitet sind auch LC-Sieben-Segment-Anzeigen, wie sie unter anderem in digitalen Messgeräten, Armband- und Funkuhren vorkommen.
Ein Virtual retinal display projiziert die Information direkt auf die Retina des Auges.
Projektionsanzeigen projizieren alphanumerische Zeichen oder Symbole an eine Wand oder eine Mattscheibe. Bei Weckern mit Projektionsanzeige wird eine Siebensegmentanzeige projiziert, während u. a. bei frühen Großrechnern Ziffernanzeigen zum Einsatz kamen, die für jede Stelle (Ziffer) je 10 Glühlämpchen, 10 Kollimatorlinsen, Gobos 0…9 und 10 entsprechend ausgerichtete Objektive besaßen, um jede Ziffer an der gleichen Position auf einer Mattscheibe darstellen zu können.
Zur Projektion von Videobildern (Videoprojektor) auf Großleinwände waren früher aufwendige Einrichtungen wie das Eidophor-System nötig. Seit den 1990er Jahren gibt es dafür Projektionstechniken mit LCDs oder DLPs, in bestimmten Ländern Beamer genannt.
Head-up-Displays spiegeln sich in einer teiltransparenten Platte (Windschutzscheibe, separate Strahlteilerscheibe).

## Anzeigen in der Messtechnik
In der für die Messtechnik grundlegenden DIN 1319-2 wird bei „Messgeräte mit direkter Ausgabe“ unter anderem unterschieden in Skalenanzeige und Ziffernanzeige.

### Skalenanzeige

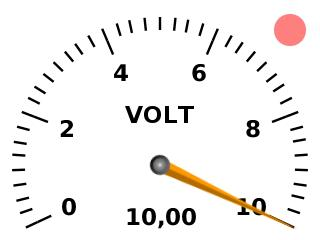
Skalenanzeige mittels Flüssigkristallanzeige

Bei einem Messgerät mit Skalenanzeige stellt sich als Ausgangsgröße eine Marke (z. B. eine bestimmte Stelle eines körperlichen Zeigers oder eines Bildschirmzeigers, ein Lichtzeiger (siehe z. B. auch Spiegel-Galvanometer), eine Kante, der Meniskus einer Flüssigkeitssäule) meist kontinuierlich auf eine Stelle der Skale ein, oder die Skale wird darauf eingestellt. Zu körperlichen Zeigern siehe z. B. unter Analogmultimeter, Drehspulmesswerk.
Skalenanzeigen finden sich auch an einer Vielzahl mechanischer Messgeräte wie Waagen, Messschieber; letztere verwenden einen Nonius zur genaueren Ablesbarkeit.
Spiegelskalen besitzen zusätzlich einen Spiegelsektor hinter dem Zeiger, um senkrechtes Ablesen zu erleichtern und damit einen Parallaxenfehler beim Ablesen zu vermeiden.
Zeigeruhren, Stoppuhren und Messschrauben besitzen zwei bis drei Zeiger, um die Ablesegenauigkeit zu erhöhen.
Bei der Bandanzeige wird entweder diskontinuierlich eine veränderliche Anzahl von Segmenten zum Leuchten gebracht oder kontinuierlich eine veränderliche Länge des Bandes eingestellt. Sie kann zur Messung dienen oder nur zur qualitativen Beurteilung, siehe hierzu Bargraph-Anzeige oder auch Magisches Auge. Die diskontinuierliche Bandanzeige arbeitet digital und verbindet die Digitaltechnik mit den Vorteilen einer Skalenanzeige.

### Ziffernanzeige
Bei einem Messgerät, bei dem die Ausgangsgröße eine in fest gegebenen Schritten quantisierte zahlenmäßige Darstellung der Messgröße ist, erscheint diskontinuierlich die Anzahl (Summe) von Quantisierungseinheiten oder die Anzahl (Summe) von Impulsen in einer Ziffernfolge. Die Ziffernanzeigen unterscheiden sich durch die Prinzipien der Zifferndarstellung. Siehe hierzu Abschnitt Elektrische und elektronische Anzeigen.

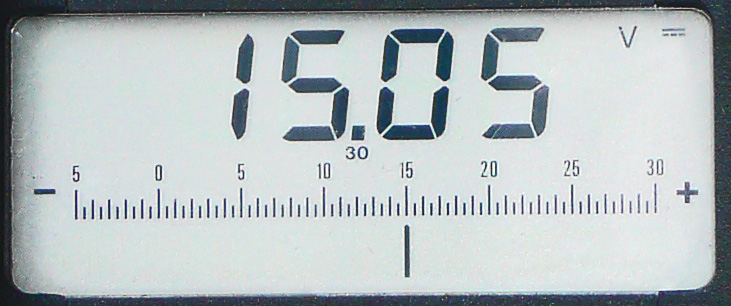
Anzeigefeld eines Digitalmultimeters:
Ziffernanzeige kombiniert mit Skalenanzeige

Die ungefähre Höhe des angezeigten Werts ist bei Skalenanzeigen schneller ablesbar als bei Ziffernanzeigen.
Ebenso können Trends, Schwankungen und fluktuierende Werte bei Ziffernanzeigen weniger gut abgeschätzt werden. 
Einige höherwertige Digitalmultimeter (DMM) mit Ziffernanzeige besitzen darum zusätzlich eine schnelle Bargraphanzeige oder ein Zeigerelement, die jedoch auch aus diskreten Anzeigeelementen bestehen (siehe Bild rechts).
Vorteile der Ziffernanzeige sind die Darstellbarkeit des Messwertes über weite Bereiche durch variable Kommata oder zusätzlich angezeigte Maßeinheiten sowie die Genauigkeit und Eindeutigkeit bei der Ablesung.
Selbstleuchtende Anzeigen sind auch in der Dunkelheit gut ablesbar.

### Zusätze
Bei entsprechender Ausgabetechnik können zusätzlich Bewertungen in der Anzeige enthalten sein; beispielsweise kann auf eine Grenzwertüberschreitung oder Gefahr in der Anlage durch blinkende Anzeige, zusätzliches Leuchtzeichen oder wechselnde Farbe hingewiesen werden.